# Bernt Sjögren
Bernt Vilhelm Sjögren, född 16 mars 1899 i Motala, död 30 juli 1998 i Västervik, var en svensk målare, tecknare och musiker.
Han var son till riksdagsmannen Carl Sjögren och Emmy Godberg och från 1925 gift med pianisten Irma Dixner (1894–1973). Sjögren studerade vid Blombergs målarskola i Stockholm 1931–1932 och var efter studierna huvudsakligen verksam som porträttör. Han medverkade i samlingsutställningar i Västervik, Motala, Växjö och Skillingaryd. Tillsammans med Sven Atterling ställde han ut i Motala och tillsammans med Robert Andersson i Växjö. Separat ställde han ut i bland annat Västervik och Skillingaryd. För Skillingaryds kyrka utförde han porträtt av tidigare kyrkoherdar. Sjögren är representerad vid Motala museum och Motala rådhus. Makarna Sjögren är begravda på Nya kyrkogården i Västervik.